# يو إف سي ليلة القتال: كاوبوي ضد ميلر
يو إف سي ليلة القتال: كاوبوي ضد ميلر (بالإنجليزية: UFC Fight Night: Cowboy vs. Miller)‏ هو حدث لفنون القتال المختلطة نظمته يو إف سي، أُقيم في 16 يوليو 2014، على منتجع كازينو المحيط في أتلانتيك سيتي، نيو جيرسي، الولايات المتحدة.